# R.A.F. Penrose Jr.
Richard Alexander Fullerton Penrose Jr., född 17 december 1863 i Philadelphia, Pennsylvania, död 31 juli 1931, mer känd som R.A.F. Penrose Jr., var en amerikansk gruvgeolog och entreprenör.
Han kom från en framstående Philadelphia-familj av brittisk härkomst. Han var bland annat bror till Boies Penrose.
1927 instiftade han Penrosemedaljen som sedan dess delas ut varje år av Geological Society of America (GSA).